# Providence (Maurice)
Pour les articles homonymes, voir Providence.
Providence est un village au centre de l'île Maurice, se trouvant dans le district de Moka (centre l'île Maurice). La population est de 3 285 habitants dont la grande majorité est indo-mauricienne. Le village possède un conseil de village dont le président est élu par les habitants tous les 6 ans. 

## Climat
Le village est connu pour son climat pluvieux et frais pendant l'hiver. Les cyclones affectent le pays durant la période de novembre à avril. En été, la température peut atteindre 32 degrés Celsius. 

## Éducation
Providence est doté d'une école publique nommée « Lady L Ringadoo » (pré-primaire et primaire) ainsi que deux écoles privées (pré-primaire).

## Religion
Les habitants sont plutôt indo-mauriciens (hindous et musulmans). On peut y trouver une mosquée, un temple hindou ainsi qu'une église tamoule.

## Santé
L'endroit possède un centre médical où un médecin est présent tous les jours de la semaine incluant le samedi (fermé le dimanche). Les premiers soins y sont prodigués comme les pansements, prise de sang entre autres.

## Développement futur
- Centre islamique
- Centre commercial WINNERS